# سیاه‌رودبار

## آدرس
روستای سیاه رودبار واقع در ۲۴ کیلومتری شهرستان علی‌آباد کتول، از توابع استان گلستان است.

## صنایع دستی
به لطف اهالی روستا از سال ۹۶ تا به الان قدم‌های زیادی برای صنایع دستی این روستا برداشته شده‌است. در حال حاضر گروه‌هایی از اهالی روستا به تولید صنایع دستی همچون قالی، قالیچه، نمد، عروسک، لوازم و تزئینات چوبی مشغول هستد.

## مکان‌های دیدنی
روستای سیاه رودبار به دلیل دارا بودن مکان‌های زیبا و دیدنی خود، پتانسیل بالایی در جذب گردشگر دارد. از مکان‌های دیدنی و جاذبه‌های گردشگری این روستا می‌توان به جنگل درختان جادویی سرخدار اشاره کرد. قلعه قدیمی و باستانی سیاه چال، آبشار نروز، چپه دره، کلبه چوبی و قدیمی پونی آرام از دیگر مکان‌ها و جاذبه‌های این روستا به‌شمار می‌روند

## جمعیت
این روستا در دهستان زرین‌گل قرار دارد و براساس سرشماری مرکز آمار ایران در سال ۱۳۹۵ جمعیت آن ۲۹۵ نفر (۹۸خانوار) بوده‌است.